# Ryō

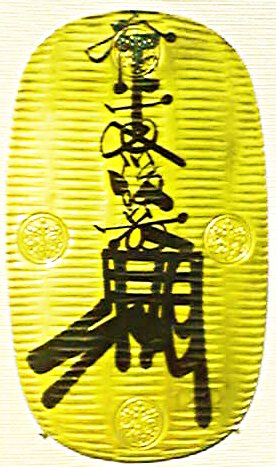
Un ryo di 10-15 cm

Il ryō (両?) era un pezzo d'oro utilizzato in Giappone prima della restaurazione Meiji. Valeva circa sessanta monme di argento oppure quattro kan (4 000 monete) di rame. È stato oggi rimpiazzato dallo yen.
Il ryō era in origine un'unità di misura di peso proveniente dalla Cina, il tael. Fu usato in Giappone durante il periodo Kamakura. Durante il periodo Azuchi-Momoyama è diventato uguale in tutto il Giappone, circa 4,4 monme (circa 16,5 grammi). Il Keichō koban, un pezzo d'oro, conteneva circa un ryō d'oro, così il koban diventò una valuta e fu chiamata un ryō. Comunque, i successivi conii di koban variavano di frequente le quantità di oro. Così, il ryō come unità di peso d'oro e il ryō come valuta del koban non erano più sinonimi.